# KAZE (プロレスラー)
KAZE（カゼ、1980年5月31日 - ）は、風をモチーフにした日本の覆面レスラー。

## 経歴
- アステカに憧れて高校在学中にプロレスリング華☆激に押しかけて入門。
- 1999年12月25日、華☆激ベイサイドプレイス博多ベイサイドホール大会の対川内大祐戦でデビュー。
- 2011年4月、華☆激を退団。
- 2012年1月、北九プロレスZを設立。
- 7月15日、門司赤煉瓦プレイスで北九Zの旗揚げ戦を開催。
- 2016年7月、北九Zが解散。
- 2024年4月7日、プロレスリングFTOに入団。

## 戦績
| 総合格闘技 戦績 | 総合格闘技 戦績 | 総合格闘技 戦績 | 総合格闘技 戦績 | 総合格闘技 戦績 | 総合格闘技 戦績 | 総合格闘技 戦績 |
| --------------- | --------------- | --------------- | --------------- | --------------- | --------------- | --------------- |
| 2 試合          | (T)KO           | 一本            | 判定            | その他          | 引き分け        | 無効試合        |
| 0 勝            | 0               | 0               | 0               | 0               | 0               | 0               |
| 2 敗            | 2               | 0               | 0               | 0               | 0               | 0               |

| 勝敗 | 対戦相手 | 試合結果                | 大会名                                                        | 開催年月日    |
| ×    | 毛利昭彦 | 1R 3:01 TKO（パウンド） | club DEEP 6th in 福岡パヴェリアホール 〜Team-ROKEN 鬼木祭り〜 | 2004年3月20日 |
| ×    | 原学     | 1R 2:40 TKO（パンチ）   | DEEP2001 7th IMPACT in DIFFER ARIAKE                          | 2002年12月8日 |

## 得意技
ソロモンの悪夢
エメラルドフロウジョン改と同型。
KDD愛
ダブルアームDDTと同型。
風刃
後方回転式リバースDDTと同型。
ファルコンアロー
KAZE GATAME

## 入場曲
- One Night Carnival（氣志團）
- 甲賀忍法帖（陰陽座）※現在使用中

## タイトル歴
- 博多ライトヘビー級王座
- FTO認定ローカルインディー無差別級王座
- 九州無差別級王座
- 九州タッグ王座
- WOW世界ヘビー級王座
- WSDタッグ王座

## エピソード
- レスリングで国体出場の実績を持つ。グラウンドコントロールが巧い。
- 身体が細くて肌が白い。
- 「愛死天流」、「愛羅武勇」と書かれたコスチュームを穿いている。
- ニックネームはデビュー時は青い旋風だったがコスチュームの色が多様になったためか旋風になった。
- 中華料理に造詣があり、カップラーメンに詳しい。仮面ライダーの技真似をするほどのマニアでありガンダム、氣志團、スカジャン、カレーをこよなく愛する。反面、ドラゴンボールGTには付いていけないと語る。
- 風刃はよく風神と誤植されるが風刃と書くのが正しい。
- 映画「ジョーズ」を見ると興奮して、そのテーマ曲を入場曲にしようと思ったが自分が襲われる側を想像してしまうため断念。
- ハヤブサはKAZEがファルコンアローを使用することを公認している。
- リングコールの際、「KAAA↓↓ーーZEEEッッ↑↑ーー」と独特の音程でコールされる。
- 他団体の選手が乗り込んでくると、すぐ喧嘩腰になる。
- 谷口勇武とタッグチーム「ファイナル・ロマンス」を結成している。
- デビュー戦が地上波でテレビ放送された。
- パンクラスの佐藤光留とは、お互いが認める同郷のライバル同士である。
- 黒影とライバル関係だったが、いつの間にか関係が消滅している。
- イラストが上手い。
- 連続技をコンボと言う。
- 弾幕シューティングのオタク化を嘆いている。